# وست گوشن (پنسیلوانیا)
وست گوشن (به انگلیسی: West Goshen) یک منطقهٔ مسکونی در ایالات متحده آمریکا است که در شهر گوشن غربی واقع شده‌است. وست گوشن ۸٬۴۷۲ نفر جمعیت دارد.